# McKenzie Lake, Nipissing District
McKenzie Lake är en sjö i Kanada.   Den ligger i Nipissing District och provinsen Ontario, i den sydöstra delen av landet, 180 km väster om huvudstaden Ottawa. McKenzie Lake ligger 402 meter över havet.
I omgivningarna runt McKenzie Lake växer i huvudsak blandskog. Trakten runt McKenzie Lake är nära nog obefolkad, med mindre än två invånare per kvadratkilometer.